# Харманский, Здислав Юлианович
Мариан-Иосиф-Здислав Юлианович Харманский (1859—1919) — украинский архитектор, педагог польского происхождения, жил и работал в Харькове. Старший брат архитектора Станислава Харманского.

## Биография
Родился в 1859 году. Среднее образование получил в Екатеринославском реальном училище (1878). В 1879—1885 годах учился в Петербургском институте гражданских инженеров, где получил звание гражданского инженера и I разряд. По распределению попал в Новочеркасск. После службы в Новочеркасском строительном отделении в 1890 году переехал в Харьков, где работал в должности младшего инженера при Харьковском губернском правлении. С 1896 по 1917 годы был губернским земским инженером и заведующим техническим отделом Городской управы. С 1911 года и до смерти в 1919 преподавал архитектурное черчение в Технологическом институте.

## Творчество
Сначала Харманский придерживался стилевых форм неоклассицизма и необарокко, впоследствии — модерна, модернизированных форм исторических стилей и украинского модерна. Выполнял много частных заказов в конце XIX века. В 1893 году в Харькове был построен Драматический театр (ныне Театр имени Шевченко), его внешнюю и внутреннюю отделку выполнили при участии тогда ещё молодого архитектора Харманского.
Здания в Харькове, построенные по его проектам:
- Деревянные трибуны ипподрома для скачек — площадь Первого Мая, 2
- Трибуны ипподрома для рысистых гонки — площадь Первого Мая, 2
- Особняк — ул. Садовая, 11
- Дом Торгового общества российско-американской резиновой мануфактуры «Треугольник» — ул. Полтавский Шлях, 35
- Доходный дом Нерослева с магазином — ул. Полтавский Шлях, 53/55
- Жилой дом при селекционной станции (украинский модерн) — пр. Московский, 144/1
- Доходный дом и частная больница доктора Арье — ул. Пушкинская, 7